# Калиопи
Калиопи (урожд. Калиопи Букле; арум. Kaliopi Bukle, макед. Калиопи Букле; род. 28 декабря 1966, Охрид, СР Македония, Югославия) — македонская певица, композитор и автор песен.

## Биография
Родилась 28 декабря 1966 года в семье македонки и арумына. Начала петь с 10 лет, приняв в 1976 году участие на фестивале «Златно Славејче», исполнив свою первую песню «Мојата учителка». Через два года юная певица уже выступала с гастролями в Чехословакии, Австрии и Югославии. Дебютный сингл — «Томи» — Калиопи выпустила в 1984 году.
В дальнейшем исполнительница, принимая участие в музыкальных фестивалях, и выступая с гастролями в ряде стран Европы (включая СССР), она становилась всё более популярной в Югославии. С 1986 по 1989 гг. Калиопи выступала вместе со своей собственной поп-рок группой «Kaliopi», а вскоре переехала в Швейцарию со своим мужем Ромео Грил, бывшим солистом в её группе. После переезда в другую страну Калиопи ненадолго закончила музыкальную карьеру, вернувшись в шоу-бизнес только в 1996 году. В 2000 году основала свой собственный лейбл звукозаписи — «Kaliopi Music Production».
Сейчас Калиопи — одна из популярнейших македонских певиц. К настоящему моменту на её счету 11 альбомов, 49 синглов, а также более двадцати наград в области музыки, некоторые из которых — государственного уровня.
В 2012 году Калиопи Букле была выбрана при помощи внутреннего отбора как представительница Македонии на конкурсе песни Евровидение 2012, который состоялся в городе Баку. 17 января была выбрана конкурсная песня «Црно и бело». Стоит отметить, что это вторая попытка артистки покорить конкурс — в 1996 году она выиграла национальный отбор, и могла бы стать первой представительницей Македонии на Евровидении, однако из-за непрохождения квалификационного раунда её участие так и не состоялось. На Евровидение 2012, во втором полуфинале, заняла 9-е место, получив 53 балла. В финале конкурса Евровидение 2012 заняла 12-е место, получив 71 балл. Тогда Калиопи показала лучший результат своей страны за всю историю участия Македонии в конкурсе песни Евровидение. Он оставался таким до 2019 года, когда страна заняла 7 место в финале с 305 баллами.
24 ноября 2015 года было объявлено, что Калиопи снова представит Македонию на Евровидении 2016 года. На конкурсе она выступила восьмой в полуфинале с песней «Дона», но не смогла повторить результат: заняв 11 место, не прошла финал.

## Дискография
- Калиопи (1986)
- Роџени (1987)
- Обои ме (1999)
- Ако денот ми е ноќ (2001)
- Најмила — Live and Unreleased (2002)
- Не ми го земај времето (2003)
- Ме, Исадора (2005)
- The Best Of (2007)
- Желим ти реци (2008)
- Oblivion (2009)
- Порака (2010)
- Crno I Belo — single (2012)
- Vucica — single (2012)
- Melem — single (2012)
- Melem (альбом) (2013)
- Dona — single (2016)
- Rodjendan — single (2016)
- Presuda — single (2018)
- Hajde da pjevamo — single (2018)
- Znam — single (2023)
- Kad osvane — single (2023)
- Album (2024)